# 牛螳属
牛螳属（学名：Tauromantis）为螳科的一个属。

## 下属物种
本属包括以下物种：
- 乾氏牛螳 Tauromantis championi Saussure & Zehntner, 1894